# Nilo di Stolobnyj
Nilo di Stolobnyj (Derevskaja Pjatina, ... – Isola di Stolobnyj, 7 dicembre 1555) è stato un religioso russo, santo della chiesa ortodossa russa e fondatore dell'eremo di Nilo di Stolobnyj.

## Biografia
Le notizie biografiche del monaco Nilo sono presenti nella biografia scritta alla fine del XVI secolo da Filoteo Pirogov, monaco dell'Eremo Gerasimov della Santissima Trinità di Vologda, sulla base di documenti compilati da Germano di Stolobnyj, il primo igumeno dell'eremo di Nilo di Stolobnyj. Altre notizie sono presenti in un canone compilato in memoria del santo.

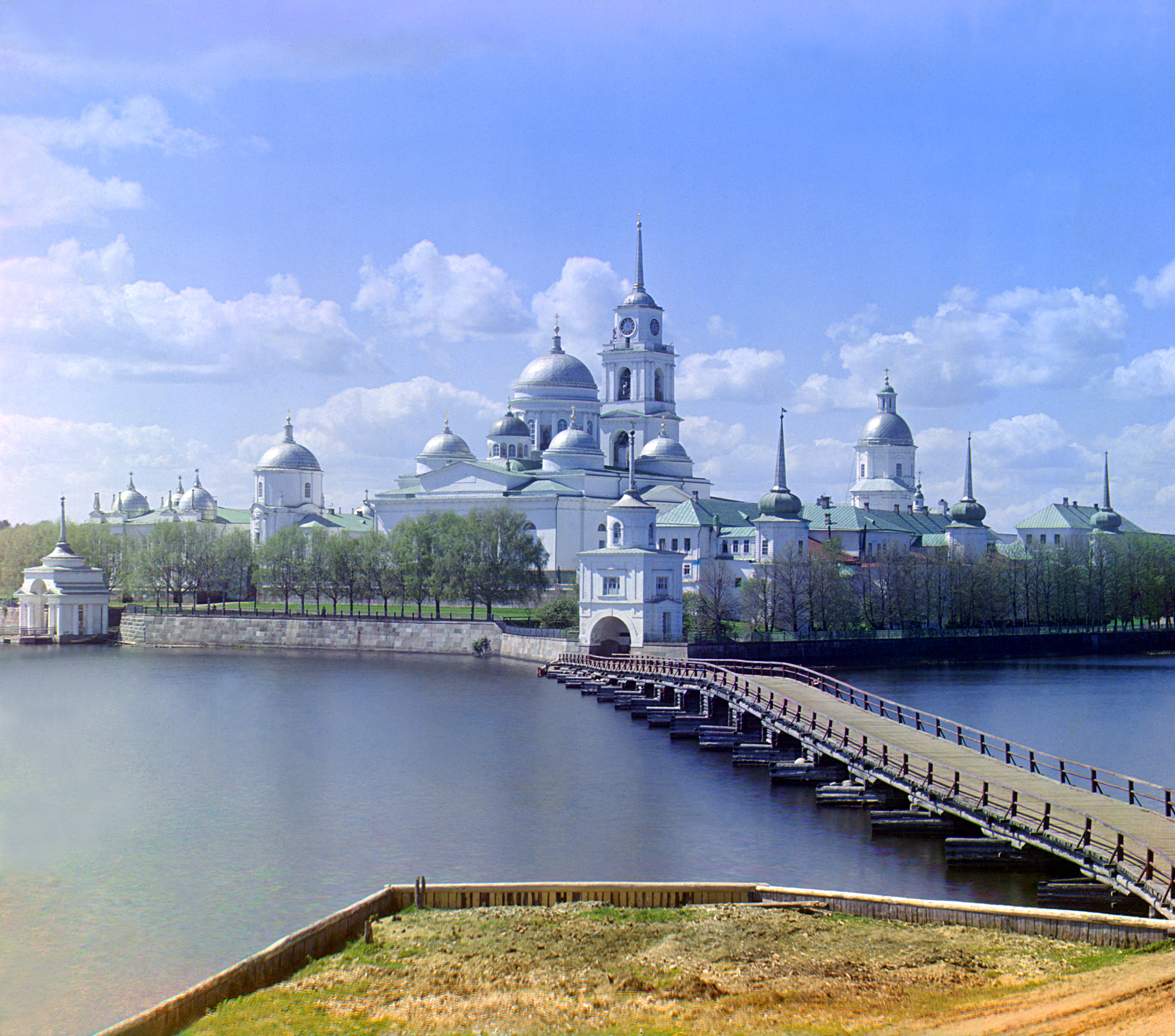
Il Monastero di Nilo di Stolobnyj, costruito sul sito dell'eremo del monaco Nilo. Fotografia di Sergej Prokudin-Gorskij, 1910

Nato alla fine del XV secolo, sono ignote le informazioni sui suoi genitori e sul nome di battesimo. Rimase orfano in tenera età e si recò al monastero di Krypetskij, dove ricevette la tonsura monastica con il nome di Nilo in onore del monaco Nilo Postnik. Dopo aver vissuto per qualche tempo nel monastero, nel 1515 giunse nella foresta vicino al fiume Čeremchi, dove si costruì una cella nella quale visse come eremita per 13 anni. A poco a poco, la notizia della sua permanenza nella foresta iniziò a diffondersi, e la gente iniziò a recarsi da lui per pregare. Gravato dalle attenzioni, nel 1528 lasciò l'eremo e si trasferì sull'isola di Stolobnyj, presso il lago Seliger, dove vi scavò una tana per l'inverno e una cella di legno e una cappella per l'estate. Il monaco visse da solo sull'isola per 27 anni, vivendo dei frutti dell'isola e accettando il pesce in dono dai pescatori che a volte gli rendevano visita. Nilo si distinse per uno speciale ascetismo: non volendo dormire sdraiato, conficcò dei ganci nel muro della cella e, appoggiandosi su di essi, si riposava.
Per la sua sepoltura, Nilo si era precedentemente scavato una tomba nella cappella e vi aveva deposto una bara scolpita, alla quale confessava i suoi peccati. Morì il 7 dicembre 1555. Prima della sua morte ricevette la visita del suo confessore Sergej, il rettore del monastero Nikol'skij Rožkovskij. Giunti sull'isola il giorno successivo, Sergej e altri monaci trovarono Nilo morto e lo seppellirono.
Cinque anni dopo la morte di Nilo fu costruita una tomba coperta da un velo. Nel 1595 fu dipinta la prima icona del monaco, e in seguito, secondo Evgenij Evsineevič Golubinskij, iniziò la sua venerazione locale. L'inizio della venerazione generale della chiesa rimane sconosciuto.

## Scultura in legno

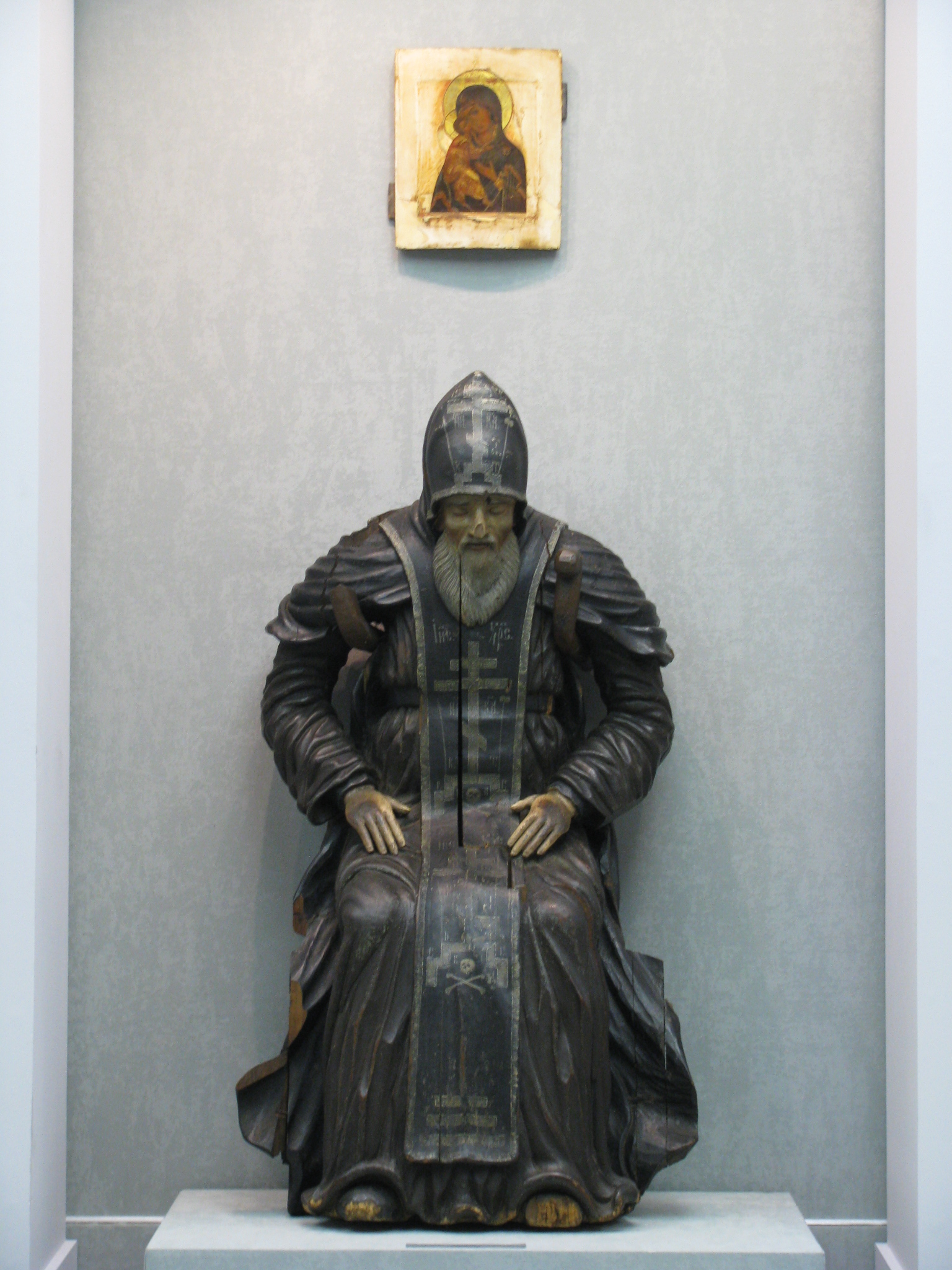
Scultura del XVIII secolo venerata come miracolosa (prima del restauro)

### Scultura miracolosa del santo
Nel museo del monastero di Nilo di Stolobnyj vi è una statua del santo scolpita nel legno e dipinta, venerata come miracolosa. Presumibilmente risalente agli anni 1770-1780, l'opera fu realizzata per la Chiesa Pokrovskij della Chiesa di Giovanni Battista dell'monastero di Nilo di Stolobnyj. Tamara Barseghjan, capo del dipartimento del lavoro scientifico, metodologico e pedagogico del Museo centrale della cultura e dell'arte antica russa Andrej Rublëv, ha suggerito che l'autore potrebbe essere stato uno scultore che lavorò alla decorazione delle chiese di Ostaškov, al monastero di Nilo di Stolobnyj e al monastero di Valaam.

### Repliche della scultura miracolosa
Nell'iconografia, l'immagine di Nilo di Stolobnyj è stata riprodotta sotto forma di sculture in legno intagliato o bassorilievi. Nelle immagini scultoree, il santo è raffigurato seduto con la testa china sul petto e appoggiato alle stampelle di legno, posizione nella quale egli morì durante una preghiera. Esistono due tipi di riproduzioni: una scultorea, alta dai 10 ai 40 cm, o in rilievo scolpito di superficie 20x25 cm. Tali figure sono state realizzate in grandi quantità per i pellegrini in visita al monastero di Nilo di Stolobnyj. Vi sono inoltre grandi sculture a misura d'uomo realizzate per ordine di privati o per cappelle e chiese e decorate per offerta votiva.
La scultura lignea del monaco Nilo non ha sviluppato un'iconografia chiara, ad eccezione della sua postura. Alcuni maestri lo hanno ritratto come un vecchio fragile, altri come un eroe epico. Le sue sculture sono tradizionalmente dipinte di nero, tuttavia ve ne sono altre dipinte con colori vivaci e dorate, mentre le croci e le iscrizioni sullo schema sono in rilievo.